# 豊章
豊章（とよあき、生没年不詳）とは、江戸時代の浮世絵師。

## 来歴
師系・経歴不明。豊章と称し、寛政頃に勝川派風の細判役者絵を数点残す。名が喜多川歌麿の前名と同じなので、歌麿と混同されることがある。

## 作品
- 「五良時宗・市川八百蔵」　細判錦絵　フォッグ美術館所蔵
- 「重忠おくかた・岩井粂三郎」　細判錦絵
- 「五世市川団十郎の工藤」　細判錦絵
- 「三世瀬川菊之丞の静御前と三世市川高麗蔵の狐忠信」　細判2枚続錦絵